# NGC 3364
NGC 3364 is een balkspiraalstelsel in het sterrenbeeld Grote Beer. Het hemelobject werd op 3 april 1785 ontdekt door de Duits-Britse astronoom William Herschel.

## Synoniemen
- UGC 5890
- MCG 12-10-82
- ZWG 333.56
- IRAS10448+7241
- PGC 32314